# Freak Puke
Freak Puke (рус. Странная рвота) — студийный альбом американской сладж-метал-группы Melvins, который был издан в 2012 году на лейбле Ipecac Recordings.

## Об альбоме
Это первое появление одного из альтернативных составов группы (Melvins Lite) с Тревором Данном на контрабасе

## Список композиций
| №   | Название                                   | Длительность |
| --- | ------------------------------------------ | ------------ |
| 1.  | «Mr. Rip Off»                              | 5:54         |
| 2.  | «Inner Ear Rupture»                        | 1:58         |
| 3.  | «Baby, Won't You Weird Me Out»             | 3:52         |
| 4.  | «Worm Farm Walt»                           | 3:57         |
| 5.  | «A Growing Disgust»                        | 4:30         |
| 6.  | «Leon vs. the Revolution»                  | 2:49         |
| 7.  | «Holy Barbarians»                          | 2:33         |
| 8.  | «Freak Puke»                               | 2:48         |
| 9.  | «Let Me Roll It (кавер на Пола Маккартни)» | 4:32         |
| 10. | «Tommy Goes Berserk»                       | 9:40         |

## Над альбомом работали

### Участники группы
- Базз Осборн — гитара, вокал
- Дейл Кровер — ударные
- Тревор Данн — басс

### Приглашённые музыканты
- Джеймс МакАлир – бэк-вокал («Let Me Roll It»)
- Дэн Рэймонд – бэк-вокал, гитара («Let Me Roll It»)

### Прочие
- Тоши Касаи — звукорежиссура
- Маки Осборн — дизайн обложки альбома
- Джон Голден — мастеринг